# Turó dels Empedrissats
El Turó dels Empedrissats és una muntanya de 1.563 metres que es troba al municipi de Castellar de n'Hug, a la comarca catalana del Berguedà.
Al cim podem trobar-hi un vèrtex geodèsic (referència 286084001).